# Доња Ломница
Доња Ломница је насеље у Србији у општини Власотинце у Јабланичком округу. Према попису из 2022. било је 477 становника.
Доња Ломница се налази на обали двеју малих речица-потока: Мале реке и Големе реке. Обе се састају у средини села и чине речицу Шишавицу која пролази кроз суседно село Шишава. Доња Ломница је повезана асфалтним путем са Власотинцем и суседним селом Средором.

## Легенде

### Назив места
Ломница је добила име по томе што је за време владавине Турака место било под храстовом шумом, па су сељани тада стално крали шуму и ломили договор са Турцима и тако је по тој легенди село добило назив Ломница.

### Дукати
Од времена под Турцима остала је легенда по којој се каже да је један Турчин продао труп старе крушке Србину за крчаг вина. Кад је Србин довезао труп кући и ударио секиром да нацепа дрва за огрев, испали су дукати које је вероватно сакрио неки хајдук у том времену, које је узео од Турака.

## Демографија
У насељу Доња Ломница живи 478 пунолетних становника, а просечна старост становништва износи 41,0 година (39,7 код мушкараца и 42,4 код жена). У насељу има 181 домаћинство, а просечан број чланова по домаћинству је 3,27.
Ово насеље је у потпуности насељено Србима (према попису из 2002. године), а у последња три пописа, примећен је пад у броју становника.
|  |

| Демографија | Демографија | Демографија |
| Година      | Становника  | Становника  |
| ----------- | ----------- | ----------- |
| 1948.       | 476         |             |
| 1953.       | 522         |             |
| 1961.       | 608         |             |
| 1971.       | 628         |             |
| 1981.       | 634         |             |
| 1991.       | 597         | 596         |
| 2002.       | 591         | 591         |
| 2011.       | 533         |             |
| 2022.       | 447         |             |

| Етнички састав према попису из 2002.‍ | Етнички састав према попису из 2002.‍ | Етнички састав према попису из 2002.‍ | Етнички састав према попису из 2002.‍ | Етнички састав према попису из 2002.‍ |
| ------------------------------------ | ------------------------------------ | ------------------------------------ | ------------------------------------ | ------------------------------------ |
|                                      |                                      |                                      |                                      |                                      |
| Срби                                 | Срби                                 |                                      | 591                                  | 100,0%                               |

| Година пописа     | 1948. | 1953. | 1961. | 1971. | 1981. | 1991. | 2002. |
| ----------------- | ----- | ----- | ----- | ----- | ----- | ----- | ----- |
| Број домаћинстава | 78    | 82    | 102   | 135   | 152   | 150   | 181   |

| Број чланова      | 1  | 2  | 3  | 4  | 5  | 6  | 7 | 8 | 9 | 10 и више | Просек |
| ----------------- | -- | -- | -- | -- | -- | -- | - | - | - | --------- | ------ |
| Број домаћинстава | 23 | 51 | 17 | 51 | 25 | 12 | 2 | 0 | 0 | 0         | 3,27   |

| Пол    | Укупно | Неожењен/Неудата | Ожењен/Удата | Удовац/Удовица | Разведен/Разведена | Непознато |
| ------ | ------ | ---------------- | ------------ | -------------- | ------------------ | --------- |
| Мушки  | 250    | 69               | 163          | 17             | 1                  | 0         |
| Женски | 253    | 41               | 163          | 41             | 7                  | 1         |
| УКУПНО | 503    | 110              | 326          | 58             | 8                  | 1         |

| Пол    | Укупно                    | Пољопривреда, лов и шумарство | Рибарство                            | Вађење руде и камена | Прерађивачка индустрија       |
| ------ | ------------------------- | ----------------------------- | ------------------------------------ | -------------------- | ----------------------------- |
| Мушки  | 152                       | 65                            | 0                                    | 0                    | 22                            |
| Женски | 80                        | 54                            | 0                                    | 0                    | 7                             |
| УКУПНО | 232                       | 119                           | 0                                    | 0                    | 29                            |
| Пол    | Производња и снабдевање   | Грађевинарство                | Трговина                             | Хотели и ресторани   | Саобраћај, складиштење и везе |
| Мушки  | 0                         | 48                            | 7                                    | 0                    | 0                             |
| Женски | 0                         | 3                             | 4                                    | 0                    | 0                             |
| УКУПНО | 0                         | 51                            | 11                                   | 0                    | 0                             |
| Пол    | Финансијско посредовање   | Некретнине                    | Државна управа и одбрана             | Образовање           | Здравствени и социјални рад   |
| Мушки  | 0                         | 1                             | 0                                    | 3                    | 1                             |
| Женски | 0                         | 1                             | 1                                    | 3                    | 1                             |
| УКУПНО | 0                         | 2                             | 1                                    | 6                    | 2                             |
| Пол    | Остале услужне активности | Приватна домаћинства          | Екстериторијалне организације и тела | Непознато            | Непознато                     |
| Мушки  | 0                         | 0                             | 0                                    | 5                    | 5                             |
| Женски | 1                         | 0                             | 0                                    | 5                    | 5                             |
| УКУПНО | 1                         | 0                             | 0                                    | 10                   | 10                            |

### Становништво
Село чине пет фамилија:
- Коњарци -пореклом из Бугарске (најстарија фамилија),
- Крстинци -пореклом из Горњег Ораха,
- Здравковци -пореклом из Горње Ломнице,
- Комаричани -пореклом из села Комарица,
- Рајковићи -су најмлађа фамилија у селу.

Некада су се људи бавили искључиво сточарством, па и дан данас по брдима има још остатака чобанских колиба у којима су биле смештене овце и говеда. У селу је било поткивача, а и ковача. Велики број мештана су били печалбари циглари, а данас су познати зидари печалбари. У селу има доста познатих предузимача зидара. Многи се баве и пољопривредом, нарочито сточарством и продају млеко приватној пекари. Овај крај је познат и по виноградарству, воћарству и пчеларству. Доста радника из Ломнице је радило у фабрикама у Власотинцу и на бензиској пумпи, а има и оних који раде у општини и у просвети и путују приватним превозом до радног места. Многи мештани су у селу отворили приватне продавнице и тако стекли егзистенцију, а има и приватних занатлиија који раде паушално: механичари, столари, лимари и други.
Постоје и друге фамилије:
- Мирачици,Курдици,Калдарци,Гирци,Генини,Жеравичкини,Бавоњци,Грудаинци,Величкови(Чунгурци),Цветковци и Стамболици.
- Село је настало око 1790 године.

## Инфраструктура
Село је збијеног типа. У селу постоји водовод, струја и телефон, а и кабловска телевизија. Село има и амбуланту која опслужује сва околна села у лечењу становника. Два пута недељно долази лекар из Власотинца. Куће су модерно саграђене, а скоро свако домаћинство поседује трактор и кола. Омладина има простор где се сваки дан скупљају и тај простор зову "ПОДРУМЧЕ". Тренутно се за спортску рекреацију омладина користи двориште сеоске школе. У току лета се организује турнир “Света Тројица” у малом фудбалу.

## Образовање
Село Доња Ломница има заједничку четворогодишњу и осмогодишњу основну школу “Браћа Миленковић” са селом Шишавом, са којим се граничи, јер је школа саграђена у ломничком атару. Саградио ју је Ломничанин Живојин Стаменковић-Американац заједно са мештанима. Он је помогао у новцу и бесплатној додели грађевинског земљишта 1922. године. У тој школи су учили многи виђенији школовани Ломничани: правници, судије (Вита Крстић), ветеринари, професори, педагози, наставници, социолози, банкари, економисти као и мајстори грађевинари-предузимачи.

## Обичаји
Из старина су биле познате воденице на речици која је долазила из села Средор, а најпознатији воденичар је био Стаменковић. Данас су воденице запуштене у коров, а неке су у рушевинама. Од старих обичаја у породичном и сеоском весељу се славе славе (Тројица (Духови), Божић, Ускрс), краваји, испраћаји у војску и свадбе. Неки обичаји се препричавају, као додолице, које су певале поред речице, дозивајући да падне киша, а старије жене су им доносиле качамак. После ручка су девојке певале и прскале се водом из реке. И данас се на Божић уноси бадњак и пече прасе, на Ускрс се масте јаја и фарбају, а на Ђурђевдан се доноси гранчица од врбе и њоме кити капија.

## Занимљивости
Људи из овог краја су узимали учешће у свим ратовим :у рату за коначно ослобођење од Турака, у Првом и Другом светском рату и у ратовима током распада бивше СФРЈ(Социјалистичке Федеративне републике Југославије).Од Ломничана тог 1.маја.1917.године је на месту Коларница од Бугара стрељано:Драгутин Д.Младеновић,Светозар М.Стојиљковић,Михаил Јанковић,Ђорђе Мишић,Гаврило Стојиљковић,Михајло Стаменковић,Драгутин П.Станковић,Петар Станковић,Јован Цветковић и Димитрије Здравковић.На месту где су ови људи стрељани подигнута је спомен плоча у част невиним жртвама.Људи верују да свако вече у 12 сати на том месту се чују гласови жртва.
Село је 2010године направило свој клуб под називом "ФК Доња Ломница"(ОФК Власотинце-Доња Ломница), стадион се налазио у Власотинцу данас клуб постоји али још не ради.